# Badister dorsiger
Badister dorsiger är en skalbaggsart som först beskrevs av Caspar Erasmus Duftschmid 1812.  Badister dorsiger ingår i släktet Badister, och familjen jordlöpare. Arten har ej påträffats i Sverige.